# 強尼·馬瑟 (政治家)

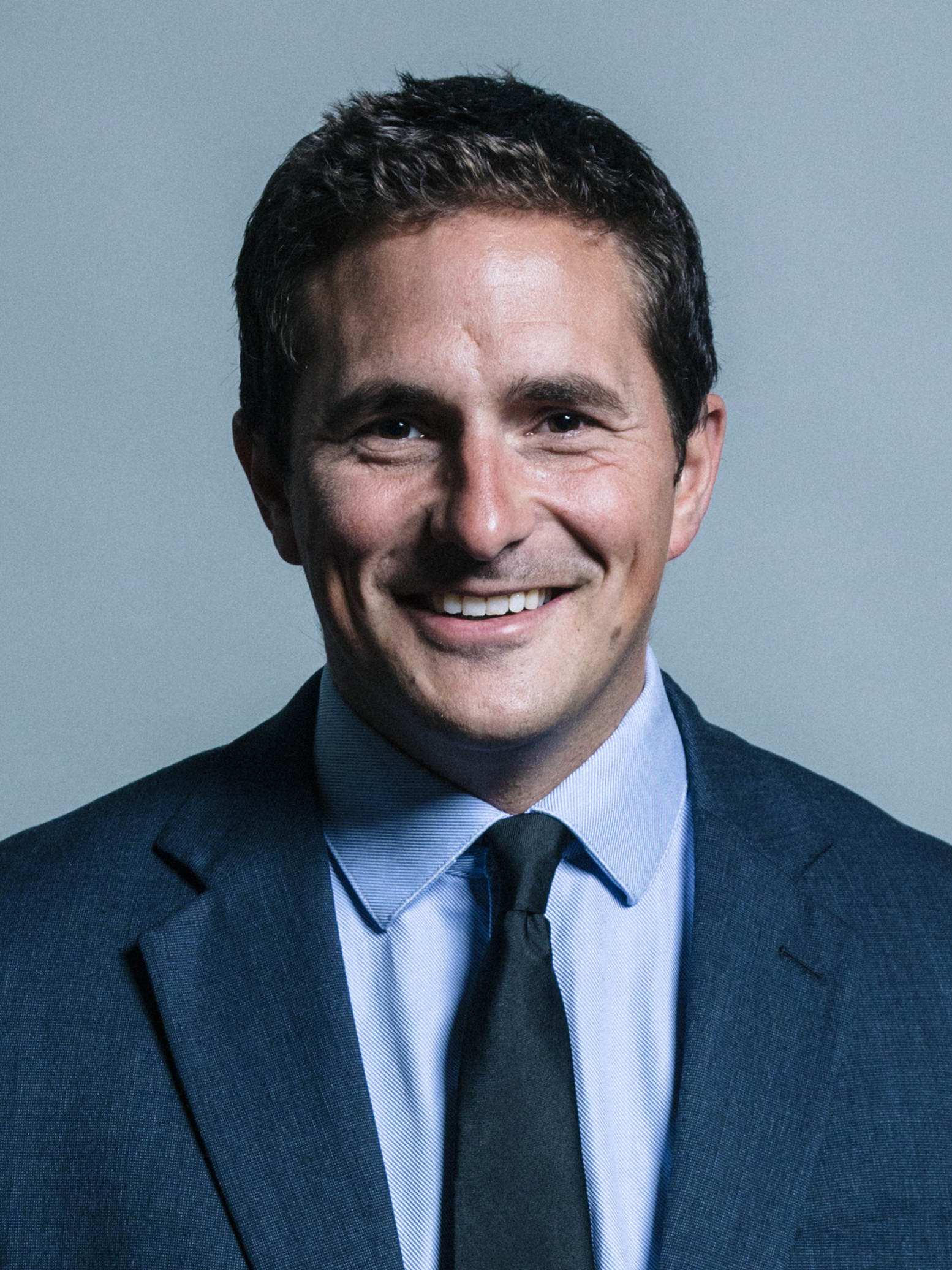

強尼·馬瑟（英語：Johnny Mercer，1981年8月17日—）是一位英國政治人物，他的黨籍是保守黨。

## 生平
他曾在2015年至2024年間擔任普利茅斯穆爾維尤選區下議院議員。